# Front Unit Somali
Front Unit Somali fou un petit moviment polític amb milícia sorgit a finals de 1988 al nord de Somàlia, avui Somaliland, representant al clan Mamasan del grup dels isses (no issaq). Al març de 1991 es va decantar per la independència del Somaliland. A l'estiu de 1991 Ismail Omar Guelleh, nebot del president de Djibouti Hasan Guled Aptidon, va organitzar un nou Front Unit de Somàlia amb isses de Djibouti i algun de Somalilàndia per representar al grup issa (60% de la població de Djibouti) a la conferència de pau i així es va assegurar un vot per Djibouti en aquesta conferència i les que van seguir. El partit avui dia representa només els interessos de Djibouti a Somalilàndia, i el seu president és Abdurahman Dualeh Ali. Suposadament els isses serien una minoria oprimida a Somalilàndia. El 1997 es va aliar al Partit Unit Somali per formar l'Aliança dels Somalis del Nord.